# Christopher Reeve
Christopher D'Olier Reeve (Nova Iorque, 25 de setembro de 1952 — Mount Kisco, 10 de outubro de 2004) foi um ator, diretor, produtor e ativista norte-americano. Seu papel mais famoso foi o de Superman, que ele interpretou numa série de quatro filmes famosos, começando por Superman (1978), para qual foi indicado a um prêmio BAFTA. Reeve apareceu em outros filmes aclamados pela crítica como The Bostonians (1984), Street Smart (1987) e The Remains of the Day (1993). Ele recebeu um Screen Actors Guild Award e uma indicação ao Globo de Ouro pelo seu desempenho no telefilme Rear Window (1998), remake do clássico de mesmo nome, lançado em 1954.
Em 27 de maio de 1995, Reeve ficou tetraplégico após sofrer um acidente a cavalo durante uma competição equestre em Culpeper, passando a usar uma cadeira de rodas para se mover e um ventilador portátil para respirar. O ator passou a liderar uma campanha pela legalização de pesquisas com células-tronco e criou a Fundação Christopher Reeve, além de ter sido co-fundador do Centro de Pesquisa Reeve-Irvine. Morreu no dia 10 de outubro de 2004, aos 52 anos, vítima de uma grave infecção devido ao seu estado de saúde.

## Biografia
Christopher Reeve tornou-se famoso ao protagonizar o papel de Superman no cinema, mas já era ator desde os 14 anos de idade, tendo estudado em prestigiadas escolas de artes cênicas. Iniciou sua carreira com pequenas participações no teatro e na televisão, obtendo seu primeiro bom papel em Alerta Vermelho: Netuno Profundo, em 1977. Mesmo tendo participado de outros bons filmes, como Em Algum Lugar no Passado e Vestígios do Dia, Superman foi seu principal trabalho na vida cinematográfica.

“Ele foi colocado nesta Terra por... muitas razões. Ele não estava aqui apenas para ser um ator. Ele era um verdadeiro Super-Homem" - o diretor do filme Superman (filme)', Richard Donner, sobre Christopher Reeve”

— {{{2}}}

### Acidente

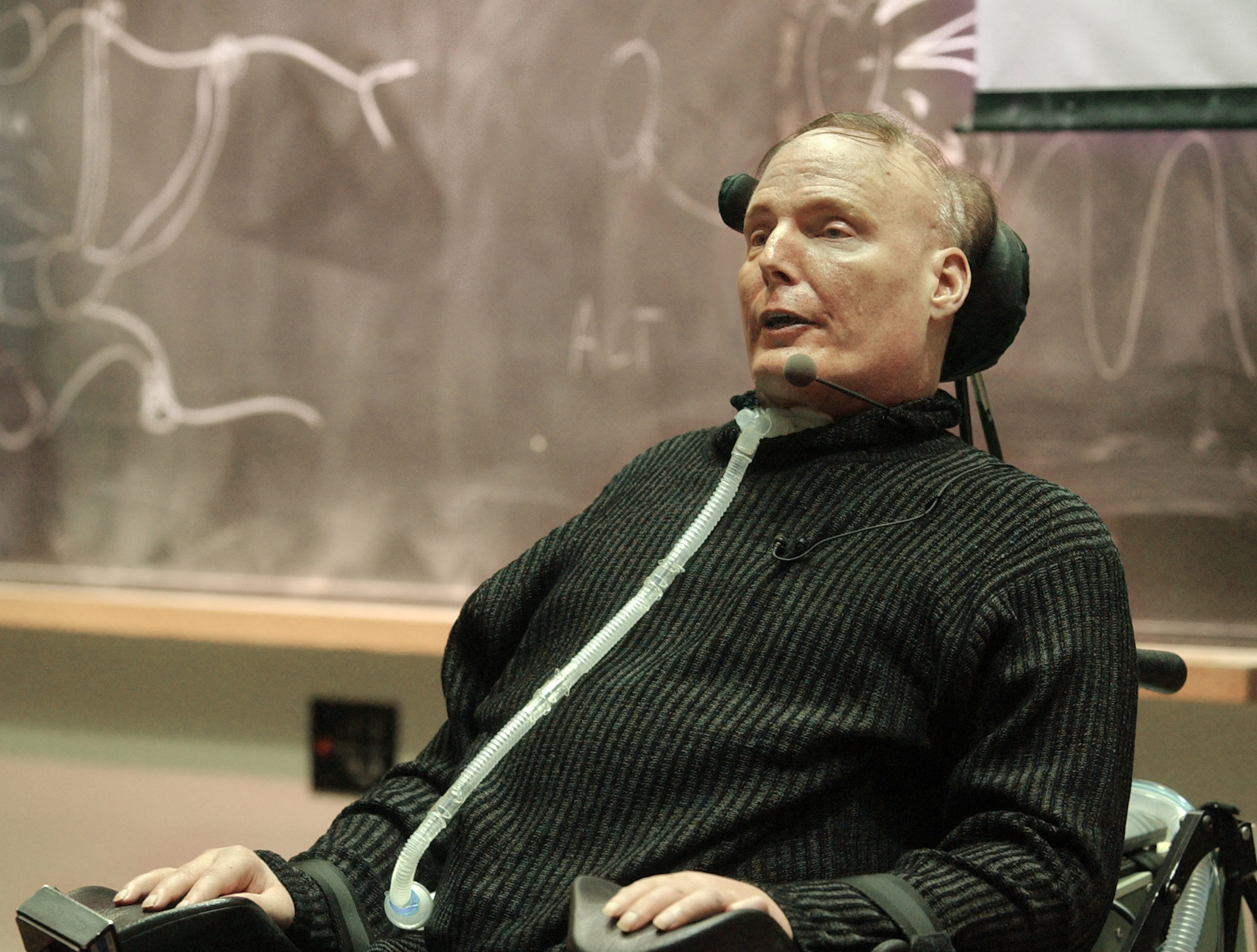
Christopher Reeve em 2003, após ter sofrido um acidente

Em 27 de maio de 1995, um acidente o tornou tetraplégico devido a uma fratura nas suas duas primeiras vértebras cervicais, o que acabou por lesionar a sua medula espinhal. Um ano depois, foi aclamado em pé na cerimônia do Óscar. A partir daí passou a lutar por pesquisas com células-tronco tendo criado a Christopher Reeve Paralysis Foundation, visando a melhorar a condição de vida de pessoas como ele, vítimas de algum tipo de paralisia. Em 27 de janeiro de 1996, foi condecorado com a Ordem Bernardo O'Higgins, como reconhecimento à defesa pública que fez dos atores chilenos durante a ditadura de Augusto Pinochet. Em setembro de 2003, ganhou o Prêmio Lasker.

### Morte
Reeve morreu em 10 de outubro de 2004, aos 52 anos de idade, vítima de um infarto causado por uma infecção. Casou-se pela segunda vez em 11 de abril de 1990 com a atriz Dana Charles Morosini, tornando-se mais conhecida como Dana Reeve, que Reeve conhecera em 30 de junho de 1987, na cidade Williamstown. Dana, após o acidente, cuidou Reeve.
Dana morreu em 6 de março de 2006, vítima de um câncer de pulmão. Desta união nasceu um filho, Will. Reeve tinha mais dois filhos, Matthew e Alexandra, frutos de uma relação anterior que durou dez anos (1977–1987) com a modelo britânica Gae Exton. Seu último filho, Will, foi adotado pelo ator Robin Williams, de quem Reeve foi sempre muito amigo. No início da carreira de ambos, Reeve fez mais sucesso e ajudou Robin, que após o acidente, começou a lhe retribuir a ajuda. Com a morte de Reeve e logo após a morte de Dana, Robin adotou Will e o criou como se fosse seu próprio filho. O corpo de Reeve foi cremado.

## Filmografia

### Cinema
| Ano  | Título                              | Papel                           | Notas |
| ---- | ----------------------------------- | ------------------------------- | --- |
| 1978 | Gray Lady Down                      | Tenente JG Phillips             | |
| 1978 | Superman                            | Clark Kent / Superman           | Prêmio BAFTA de Artista Mais Promissor em Papéis Principais de Cinema Indicado - Prêmio Saturno de melhor ator |
| 1980 | Somewhere in Time                   | Richard Collier                 | Indicado - Prêmio Saturno de melhor ator                                                                       |
| 1980 | Superman II                         | Clark Kent / Superman           | Indicado - Prêmio Saturno de melhor ator                                                                       |
| 1982 | Deathtrap                           | Clifford Anderson               | Indicado - Prêmio Saturno de melhor ator                                                                       |
| 1982 | Monsignor                           | Padre John Flaherty             | |
| 1983 | Superman III                        | Clark Kent / Superman           | Indicado - Prêmio Saturno de melhor ator                                                                       |
| 1984 | The Bostonians                      | Basil Ransome                   | |
| 1985 | The Aviator                         | Edgar Anscombe                  | |
| 1987 | Street Smart                        | Jonathan Fisher                 | |
| 1987 | Superman IV - Em Busca da Paz       | Clark Kent / Superman           | Também escritor                                                                                                |
| 1988 | Switching Channels                  | Blaine Bingham                  | |
| 1992 | Noises Off                          | Frederick Dallas / Philip Brent | |
| 1993 | Morning Glory                       | Will Parker                     | |
| 1993 | The Remains of the Day              | Deputado Jack Lewis             | |
| 1994 | Speechless                          | Bob 'Baghdad' Freed             | |
| 1995 | Village of the Damned               | Dr. Alan Chaffee                | |
| 1995 | Above Suspicion                     | Dempsey Cain                    | |
| 2006 | Everyone's Hero                     | —                               | Diretor e produtor executivo; Lançamento póstumo                                                               |
| 2006 | Superman II: The Richard Donner Cut | Clark Kent / Superman           | Imagens de arquivo; Lançamento póstumo                                                                         |
| 2007 | Christopher Reeve: Hope in Motion   | Ele mesmo                       | Lançamento póstumo                                                                                             |
| 2023 | The Flash                           | Clark Kent / Superman           | Cameo criado em computação gráfica                                                                             |

### Televisão

#### Telefilmes
| Ano  | Título                                | Papel                    | Canal       | Notas                 |
| ---- | ------------------------------------- | ------------------------ | ----------- | --------------------- |
| 1985 | Anna Karenina                         | Alexei Vronsky           | CBS         |                       |
| 1985 | Dinosaur!                             | Ele mesmo / Apresentador | CBS         |                       |
| 1987 | The Grand Knockout Tournament         | Ele mesmo                | BBC One     | Especial de televisão |
| 1988 | The Great Escape II: The Untold Story | Major John Dodge         | NBC         |                       |
| 1990 | The Rose and the Jackal               | Allan Pinkerton          | TNT         |                       |
| 1991 | Bump in the Night                     | Lawrence Muller          | CBS         |                       |
| 1991 | Death Dreams                          | George Westfield         | Lifetime    |                       |
| 1992 | Nightmare in the Daylight             | Sean Farrell             | CBS         |                       |
| 1992 | Mortal Sins                           | Padre Tom Cusack         | USA Network |                       |
| 1993 | The Sea Wolf                          | Humphrey Van Weyden      | TNT         |                       |
| 1995 | Black Fox                             | Alan Johnson             | CBS         |                       |
| 1995 | Above Suspicion                       | Dempsey Cain             | HBO         |                       |
| 1996 | A Step Toward Tomorrow                | Denny Gabriel            | CBS         |                       |
| 1997 | In the Gloaming                       |                          | HBO         | Diretor               |
| 1998 | Rear Window                           | Jason Kemp               | ABC         |                       |
| 2004 | The Brooke Ellison Story              |                          | A&E         | Diretor               |

#### Séries
| Ano       | Título                                | Papel                             | Notas                                  |
| --------- | ------------------------------------- | --------------------------------- | -------------------------------------- |
| 1974–1976 | Love of Life                          | Ben Harper                        | Elenco regular                         |
| 1974      | Great Performances                    | Policial                          | Episódio: "Enemies"                    |
| 1975      | ABC Wide World of Mystery             | Max 67                            | Episódio: "The Norming of Jack 243"    |
| 1980      | The Muppet Show                       | Ele mesmo / Participação Especial | Episódio: "Christopher Reeve"          |
| 1981      | Saturday Night Live                   | Ele mesmo / Apresentador          | Episódio: "Jr. Walker & the All-Stars" |
| 1983      | Faerie Tale Theatre                   | Príncipe Encantado                | Episódio: "Sleeping Beauty"            |
| 1991      | Carol & Company                       | Rex / Bob                         | Episódio: "Overnight Male"             |
| 1992      | Road to Avonlea                       | Robert Rutherford                 | Episódio: "A Dark and Stormy Night"    |
| 1992      | Tales from the Crypt                  | Fred                              | Episódio: "What's Cookin'"             |
| 1993      | Frasier                               | Leonard (voz)                     | Episódio: "Space Quest"                |
| 1994      | The Unpleasant World of Penn & Teller | Ele mesmo                         | Episódio: "Episode #1.6"               |
| 1996      | Without Pity: A Film About Abilities  | Narrador                          | Documentário                           |
| 2000      | Sesame Street                         | Ele mesmo                         | Episódio: "3906"                       |
| 2003      | The Practice                          | Kevin Healy                       | Episódio: "Burnout"                    |
| 2003–2004 | Smallville                            | Dr. Virgil Swann                  | Episódios: "Rosetta" & "Legacy"        |